# هانس شميت (كاتب)
هانس شميت (بالألمانية: Hans-Theodor Schmidt)‏ (و. 1899 – 1951 م) هو كاتب، وconcentration camp guard ‏، وسياسي ألماني، ولد في هوكستر، كان عضوًا في الحزب النازي، كان عضوًا في شوتزشتافل، توفي في لاندسبرغ إم لش، عن عمر يناهز 52 عاماً، بسبب شنق.